# شاروناس ساكالوسكاس
شاروناس ساكالوسكاس (بالليتوانية: Šarūnas Sakalauskas)‏ مواليد 24 سبتمبر 1960 في كاوناس، هو مدرب كرة سلة ليتواني ولاعب سابق. درب فرقا مثل ليتوفوس رايتس وإسبارن بريمرهافن. فاز بجائزة أفضل مدرب في الدوري الألماني لكرة السلة سنة 2006.

## الإنجازات
- الدوري الليتواني لكرة السلة – 2000 [2]